# ミヤマクワガタ属
ミヤマクワガタ属（ミヤマクワガタぞく）またはルカヌス属（Lucanus）は昆虫綱甲虫目クワガタムシ科の属の1つ。学名（属名）の Lucanus は、ラテン語で「森（森林）」を意味する単語 lucus に接尾辞 -anus〜 を付したもので、「森に住む虫」を意味する。
ユーラシア大陸全般の、殊に冷涼な気候の地域に広く分布し、その中でもヒマラヤ地方にて種分化が進んでおり、この地域で発生したのではないかと考えられている。クワガタ属、ノコギリクワガタ属と並んで雌雄二形が著しいクワガタムシの代表属であるが、分子系統解析などから、ミヤマクワガタ属の雌雄二形はこれら2属と同一起源ではなく、雌雄の形態差がそれほど極端ではないオニクワガタ属と非常に近縁で、これと共通の雌雄差が著しくない形態の祖先から、オスが樹液などの餌場を縄張りとして防衛し、そこにやって来る雌を獲得する方向に収斂進化したものと考えられている。
飼育技術の発達著しいクワガタ属やノコギリクワガタ属の属する系統と異なり、土に産卵するタイプで、幼虫も多くは腐植土状にまで分解が進んだ朽木を摂食していること、大型の成虫を得るためにはそこまで分解が進んだ朽木で栄養価に富んだものを幼虫に与えなければならないことに加え、全般的に高温を嫌う傾向が明らかで、季節による気温変動の大きい我が国において人為的に適温を維持することが難しいこともあり、飼育繁殖は若干難しい部分がある。他にもこれらの系統と異なる性質を多く有する。

## 体の構造
雄の頭部が隆起して冠のようになっており、これは（頭部）耳状突起と呼ばれるが、原始的な種の中にはこれを欠くものも存在する。また、通常は耳状突起を持つ種でも、大顎が発達しない小型個体では発達が悪い。雄の大顎の内側には大きい内歯が2-3本見られ、その間とそれより根元にかけて細かい内歯が生えることが多い。多くの種は顎の先端が二股に分かれる。
茶色または黒色のものが多いが、一部前翅に黄紋ができる種も存在する。80mm-100mmに達する大型の種も多い。
本属は中・後脚の脛節に3-4本ほどの棘を持ち、クワガタ属やノコギリクワガタ属では中・後脚の脛節に棘が0-1本しかないことと比べて際立った特徴と言える。これと似たような形状の脚を持つのはチリクワガタ属やタランドゥスオオツヤクワガタにコロフォンクワガタの類である。このうち、チリクワガタは冷涼環境を好んだりする点など共通点が多い。
また、幼虫の生態面などについては、オニクワガタ属、マルバネクワガタ属、ツヤクワガタ属、ホソアカクワガタ属などが本属と共通の性質を持つ。

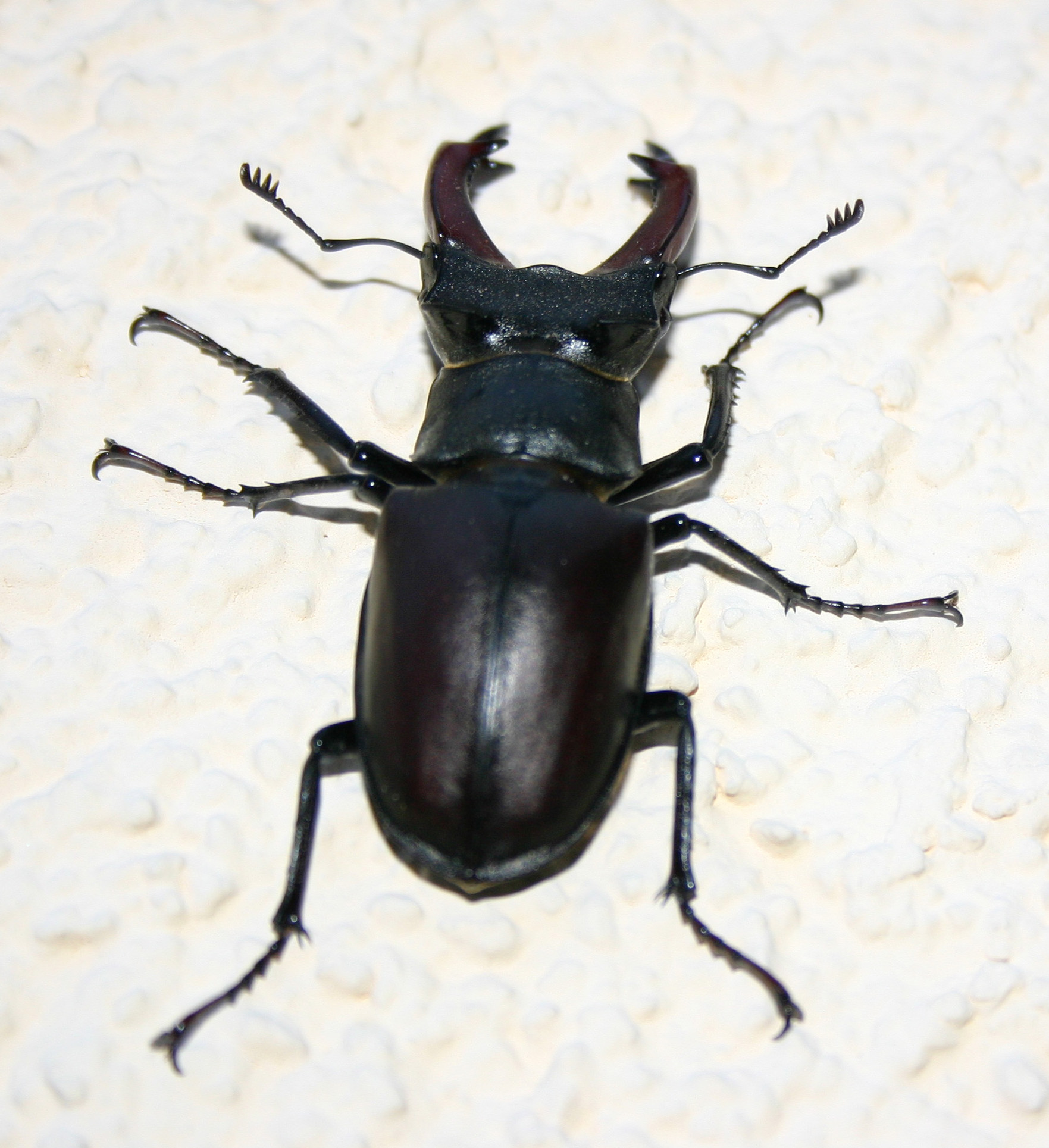
ヨーロッパミヤマクワガタ Lucanus cervus 小型個体では耳状突起が発達しない。
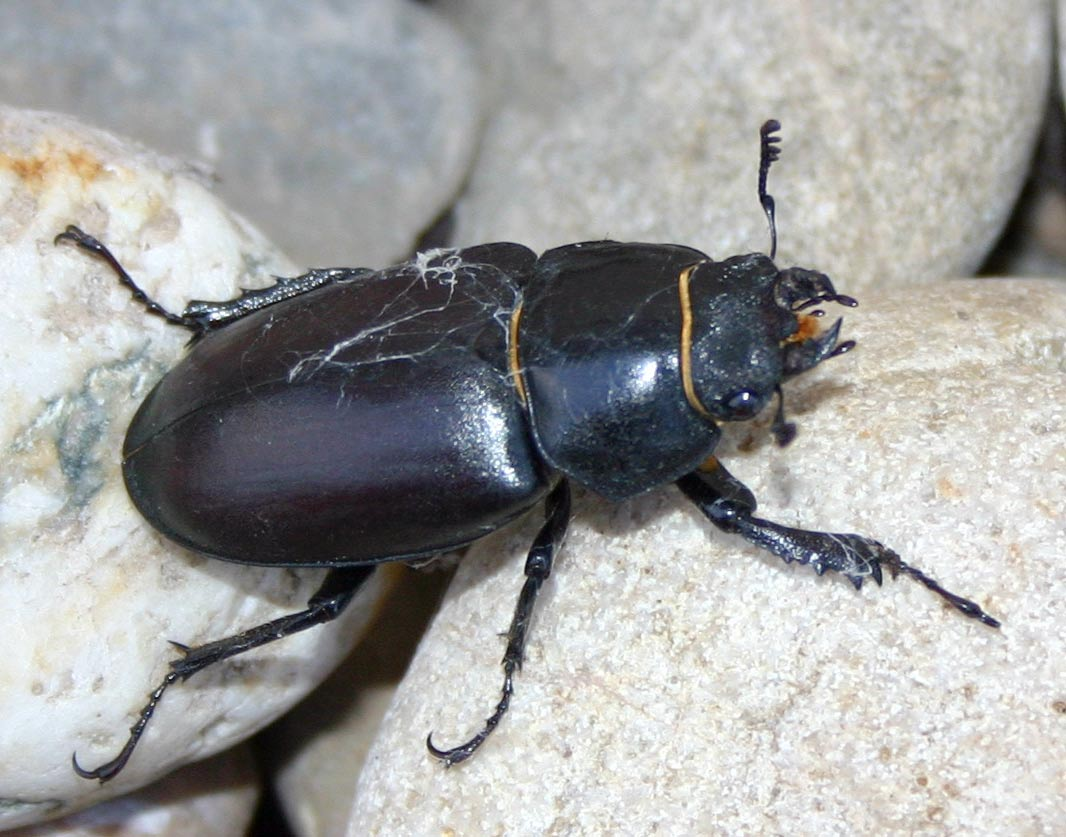
ヨーロッパミヤマクワガタの雌

## 種

### 日本

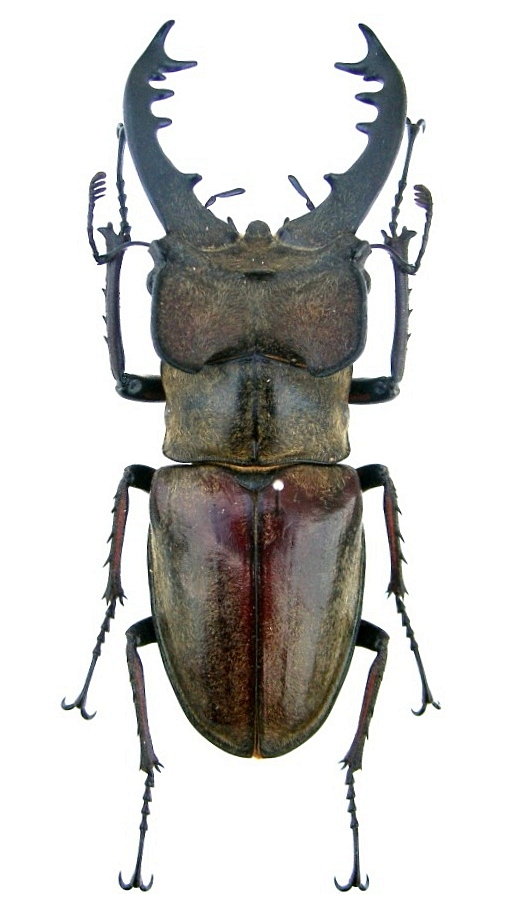
ミヤマクワガタ70mm
（エゾ型）

ミヤマクワガタ Lucanus maculifemoratus
日本でお馴染みのクワガタムシである。暑さと乾燥とに弱いため、標高の高い地域や北海道のような高緯度で冷涼な地域でよく見られる。細かい体毛を有し、茶色く見える。脚の腿節は黄色い。昼間にも活動する。
原名亜種 L. m. maculifemoratus
本土一帯。DNAレベルでの変異は確認されていないが、幼虫期の環境温度によってオス成虫に下記の3種類の型が発生する事が知られている。
エゾ型
大顎先端の二股が著しく発達し第一内歯が殆ど発達しない。標高の高い地域や北海道で良く見られるが、幼虫期に低温を体験させると何処の産地のものでもエゾ型の表現型を示す。エゾ型が多く発生する北海道でも、近年の温暖化の影響か、道南では基本型・フジ型が、道央でも基本型がエゾ型に混じって発生している。
基本（ヤマ）型
大顎先端の二股はエゾ型程発達せず第一内歯は第三内歯とほぼ同等の大きさ。エゾ型を親とする幼虫でも低温期を設けないと成虫時に基本型を示す。
フジ（サト）型
大顎先端の二股の発達が悪く小さい。第一内歯の発達が著しく第三内歯とは桁違いな大きさ。幼虫期に高温で飼育をすると出現し易い。比較的標高が低い地域では良く見られる。
イズミヤマクワガタ L. m. adachii
伊豆諸島の大島・利島・新島・神津島・三宅島。オオバヤシャブシを好む。1995年に記載。
チョウセンミヤマクワガタ L. m. dybowskyi
朝鮮半島・アムール・中国北部
チュウゴクミヤマクワガタ L. m. boileaui
中国湖南省・四川省・陝西省・雲南省・チベット
タカサゴミヤマクワガタ L. m. taiwanus
台湾
L. m. jilinensis
中国吉林省
アマミミヤマクワガタ L. ferriei
奄美大島。オス成虫の大顎の湾曲が弱く、頭部の耳状突起も日本のミヤマクワガタのものとは形状が異なる。分類上、日本のミヤマクワガタよりはタイワンミヤマクワガタに近い。準絶滅危惧種指定。
ミクラミヤマクワガタ L. gamunus
御蔵島・神津島。2～3cm程にしかならない。その特異な分布や形態・色彩には謎が多い。オス成虫の大顎や頭部の耳状突起の発達が悪く、これらは原始的な特徴と考えられる。それに加えて、近縁種が中国内陸部にしか分布していないため、大陸から隔絶された洋上の小島に分布する本種は学術的に貴重な種とされ、アマミミヤマクワガタと同じく、準絶滅危惧（NT）（環境省レッドリスト）に指定されている。地元では土鍋で飼育している。ミヤマクワガタほど明瞭ではないが、型と呼べるようなものが存在する。これらの特徴はメスでも見られる。
- 基本型 - 全体が黒色。
- 横紋型 - 前翅に黄紋が見られる。
- 頭部前胸赤褐色型 - 前胸背板から前が赤褐色。
- 頭部前胸赤褐色横紋型 - 前翅に黄紋が見られ、前胸背板から前が赤褐色。
- 赤褐色型 - 全体が赤褐色。1個体のみが確認されている。

### 日本以外

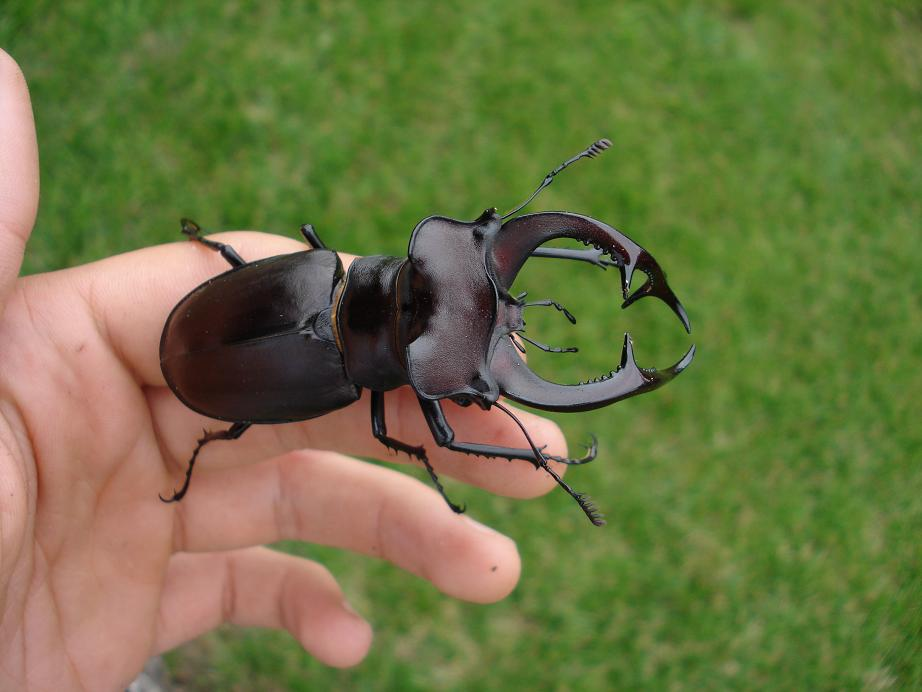
世界最大種のアクベシアヌスミヤマクワガタ

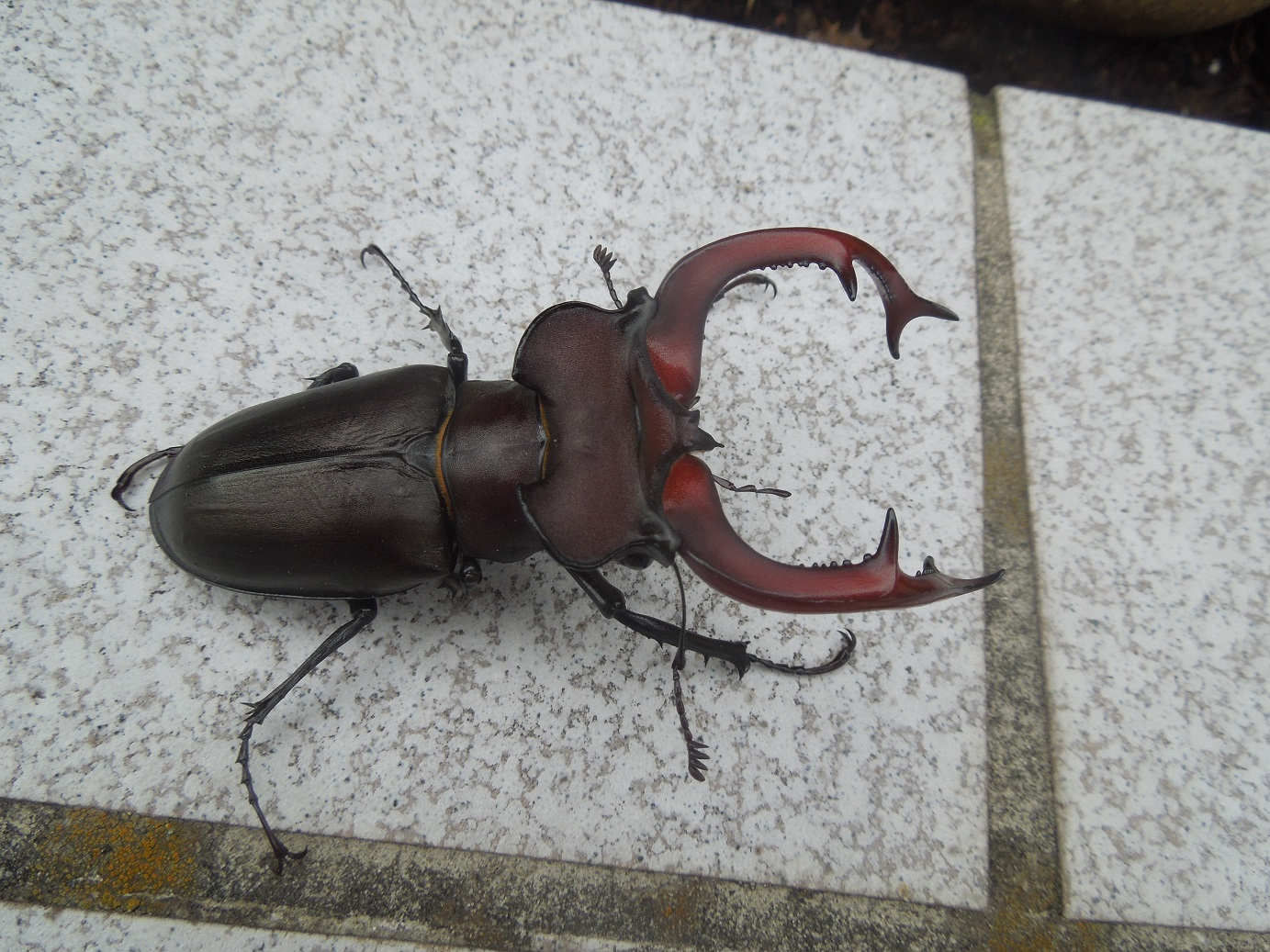
同じく世界最大種のユダイクス。前種に比べ、顎の先端二叉が狭い。

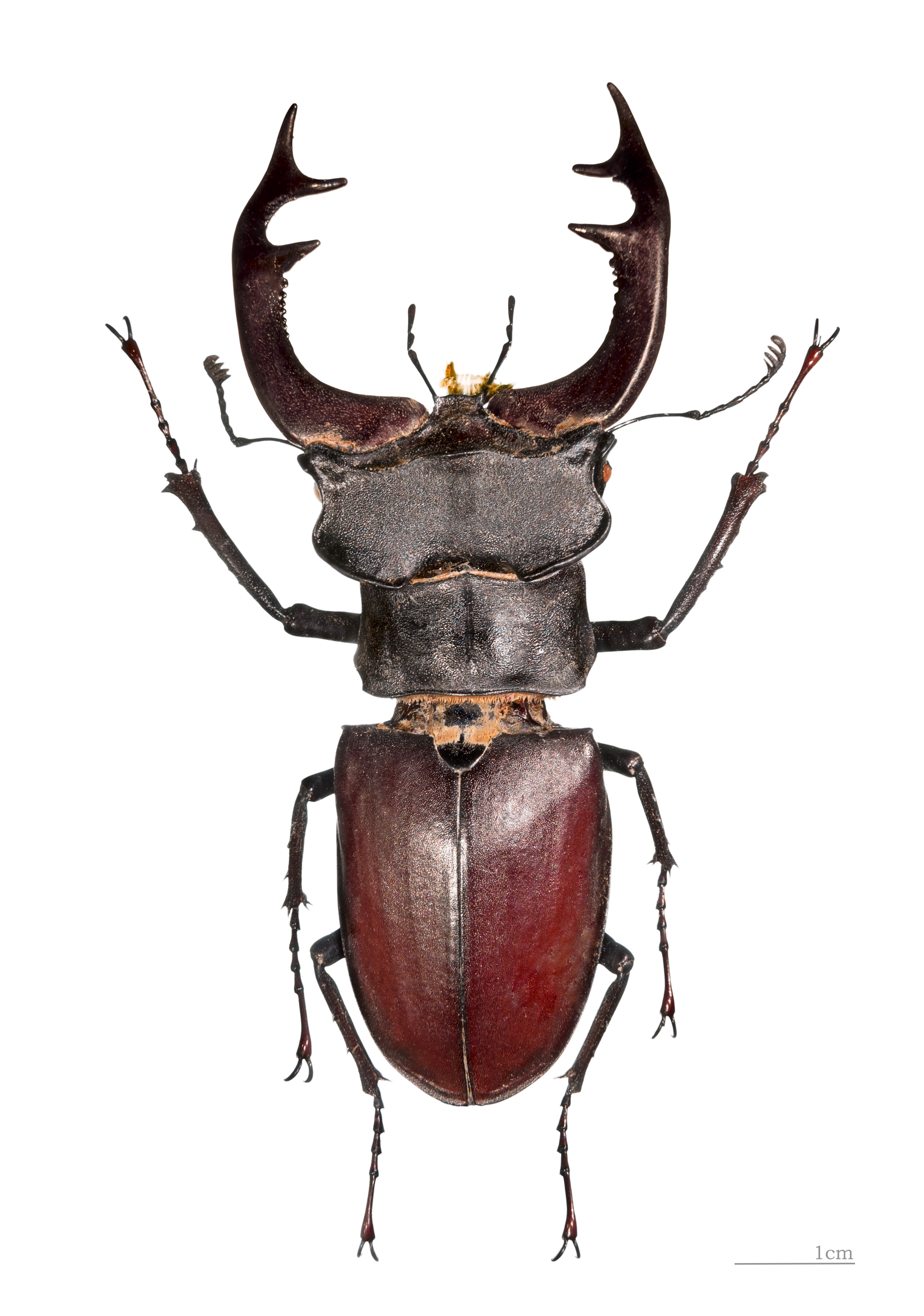
ヨーロッパミヤマクワガタ
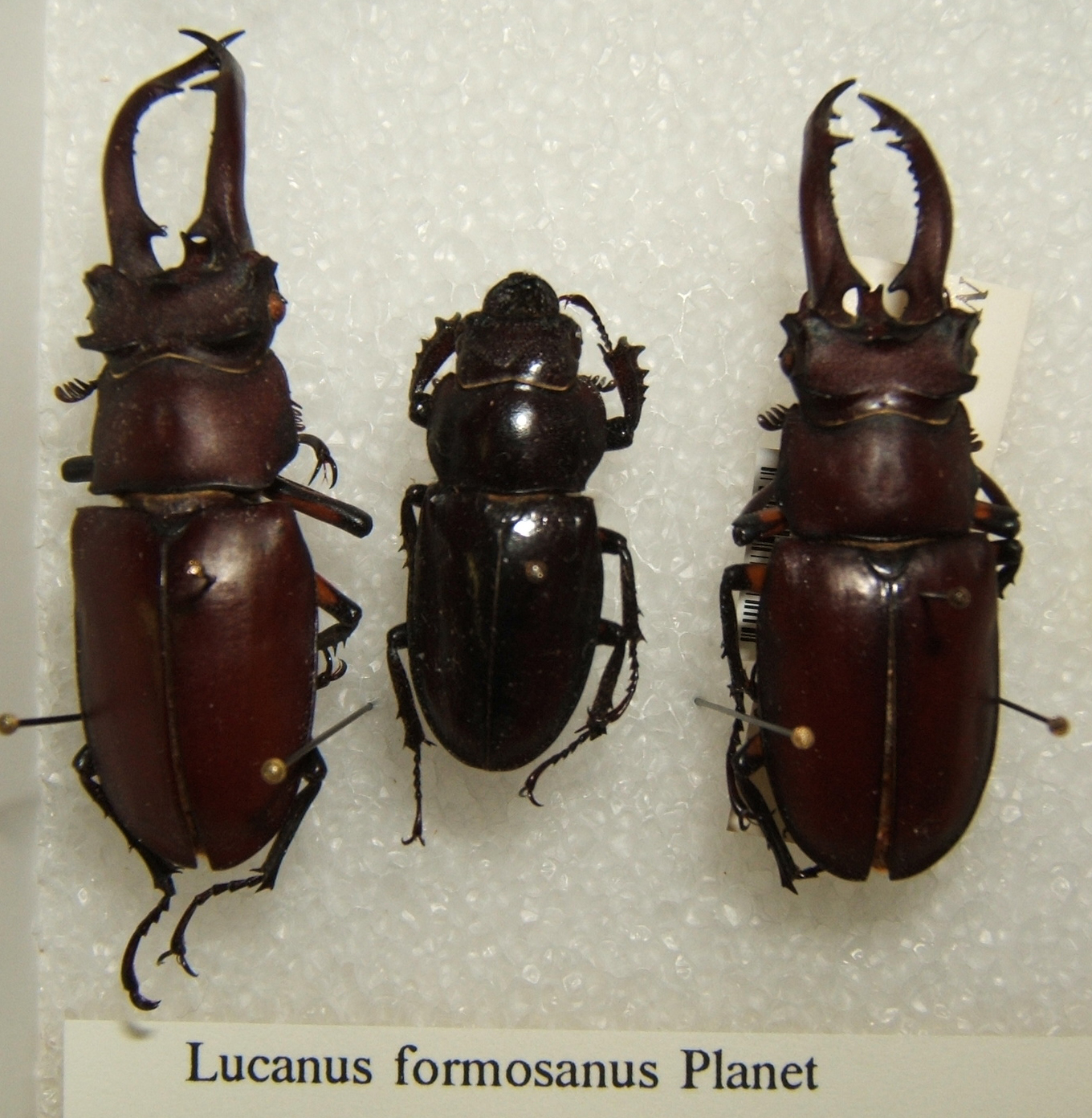
タイワンミヤマクワガタ
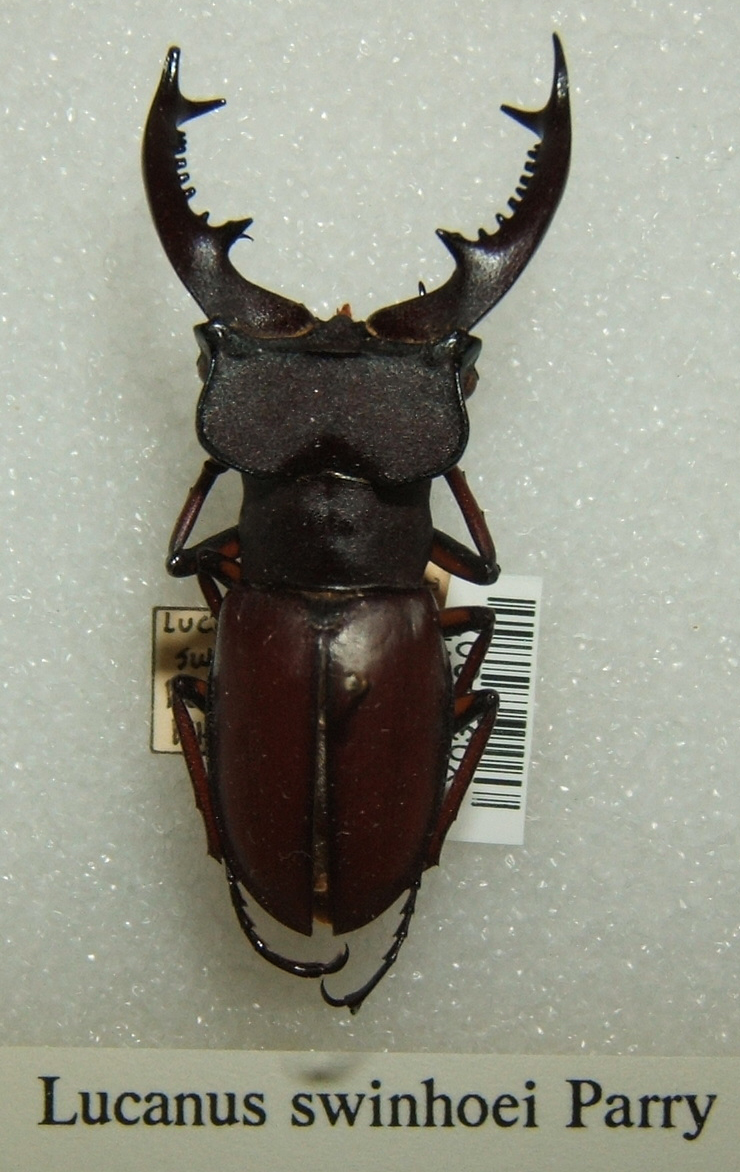
ヒメミヤマクワガタ
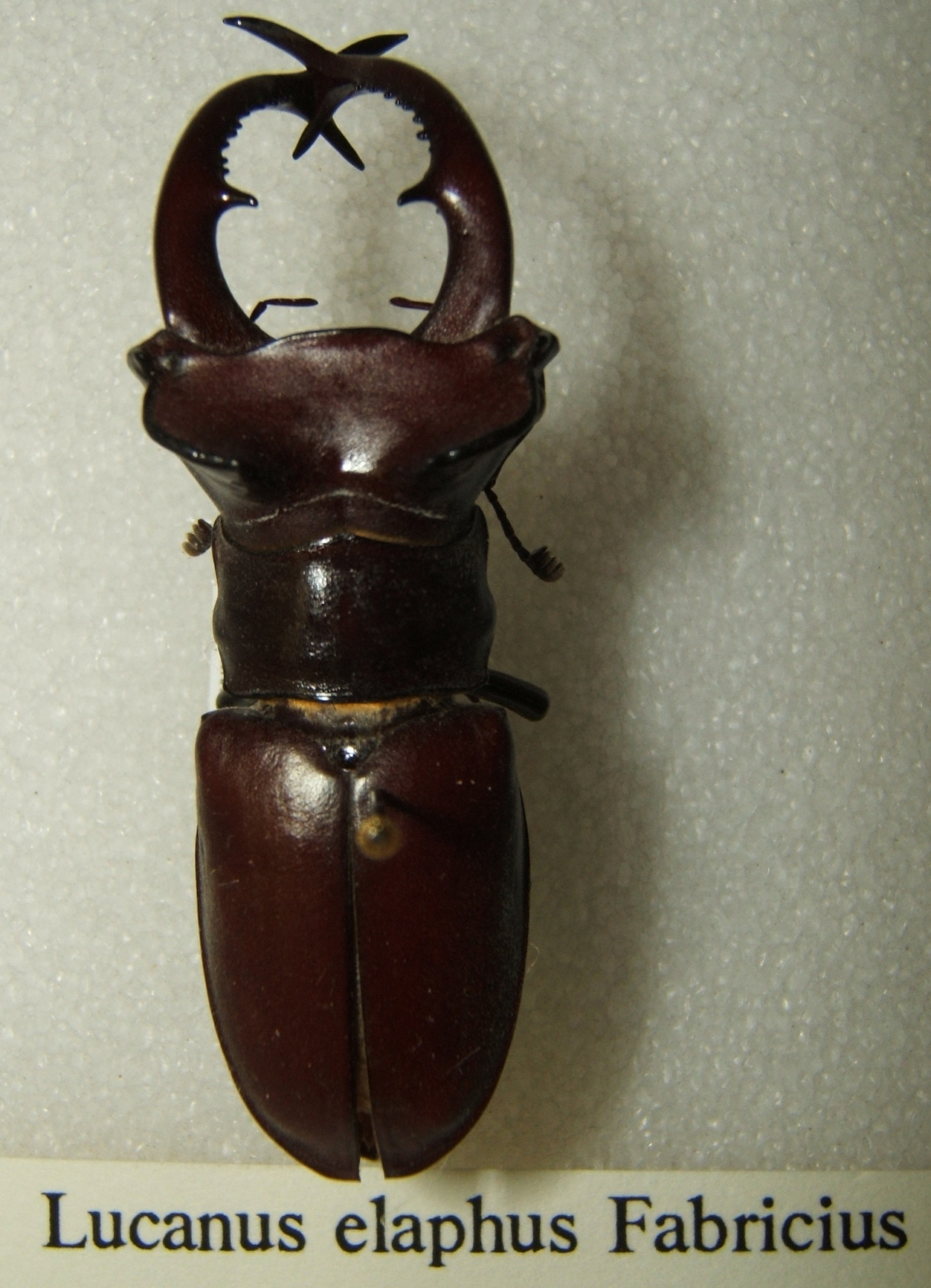
エラフスミヤマクワガタ
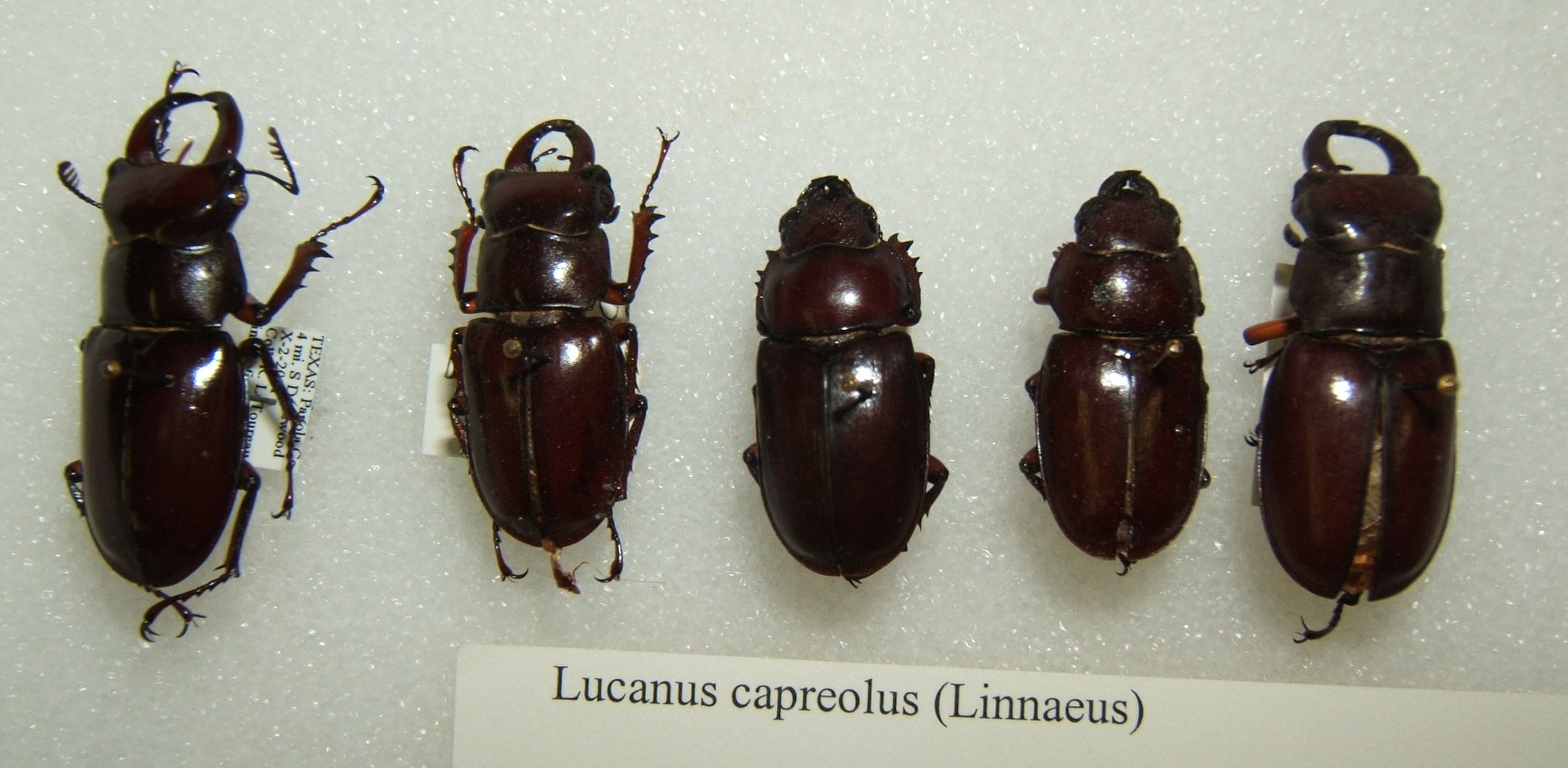
カプレオルスミヤマクワガタ
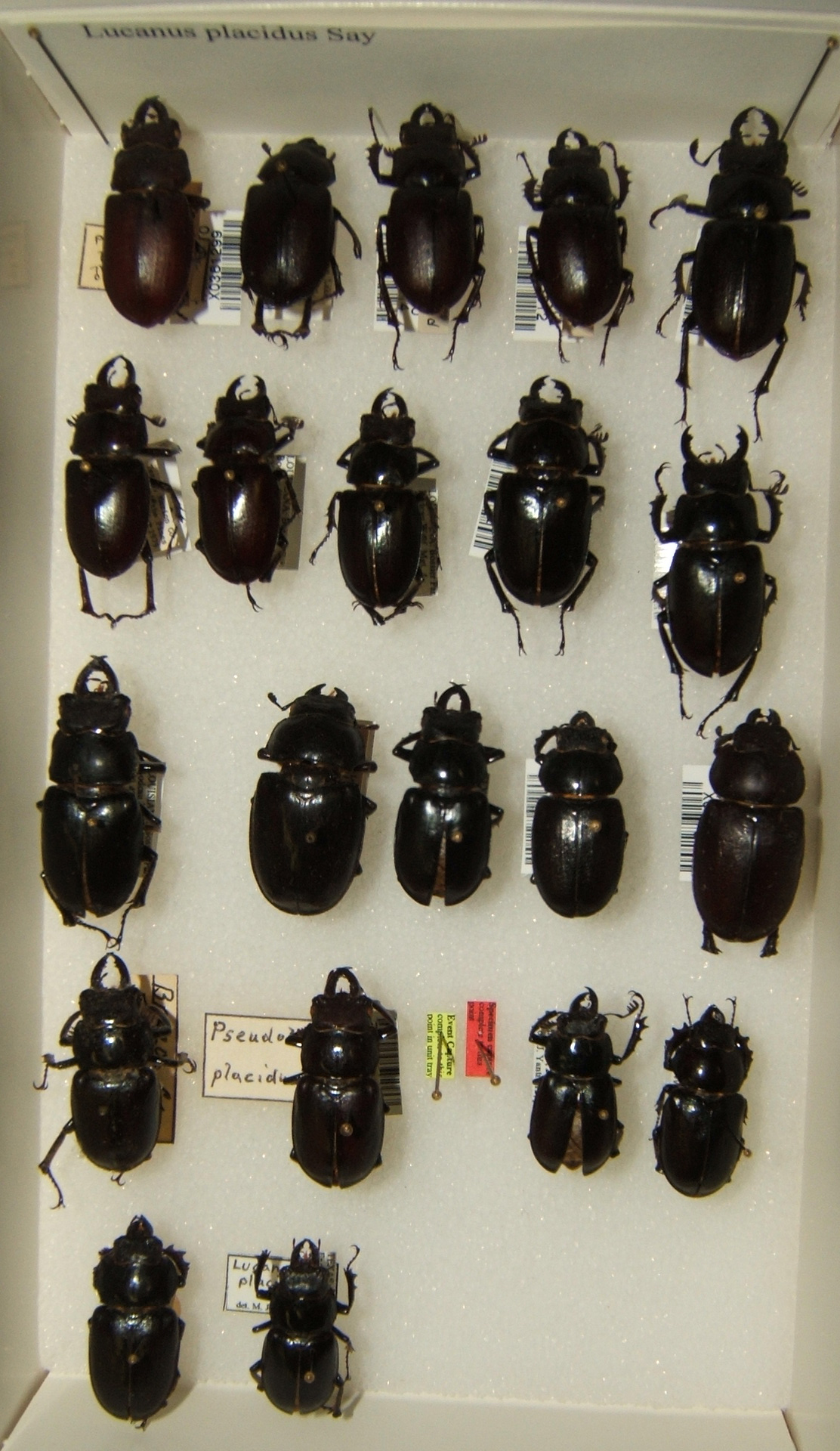
プラキドスミヤマクワガタ
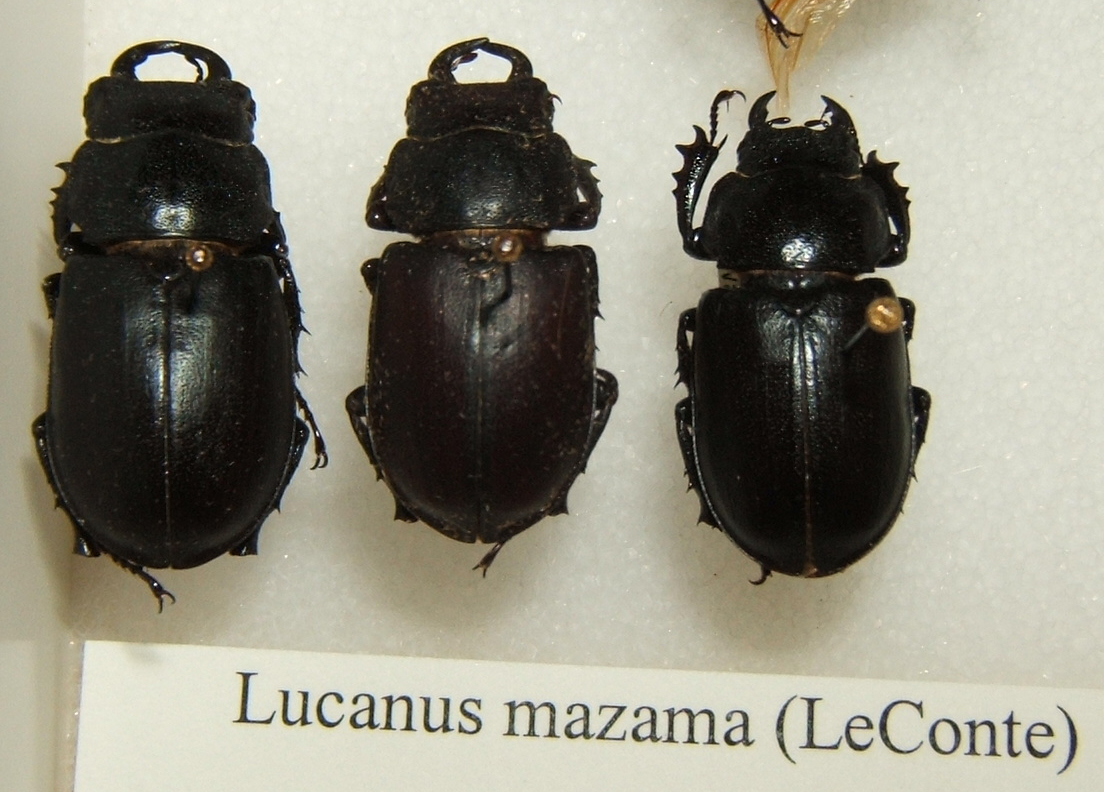
マザマミヤマクワガタ

一部を記す。
ヨーロッパミヤマクワガタ L. cervus
ユーロミヤマクワガタともいう。唯一のヨーロッパに生息する大型種であり、日本のカブトムシのように「クワガタムシ」を意味する単語でも本種のみを指すことがある。ヨーロッパの言語でクワガタムシを言う時鹿の表現が多いのは、本種のためだろう。殆どの地域で保護対象となっており、採集は難しい。
原名亜種 L. c. cervus
ヨーロッパ全域
L. c. turcicus
トルコ
アクベシアヌスミヤマクワガタ　L. c. akbesianus
トルコとシリアの一部に分布し、体長が最大100mmを超え、ミヤマクワガタの仲間では世界最大種となる。
シリア・トルコ
ユダイクスミヤマクワガタ L.c. judaicus
ジュダイクスミヤマクワガタとも言う。前種と並んでミヤマクワガタ属最長。シリア東部に生息する。
この他にも一昔前の文献などには様々な亜種が記載されているが、統一された見解がないのが実情である。
シリア
カンターミヤマクワガタ L. cantori
ヒマラヤ地方に生息。横幅が広い種である。
メアレースミヤマクワガタ L. mearesii
ヒマラヤ地方に生息。中央から少し先端寄りに2本の内歯を持つ。
パリーミヤマクワガタL. parryi
中国江西省、福建省に生息。ミクラミヤマクワガタやラエトゥスミヤマクワガタに近縁の種とされる。
ヘルマンミヤマクワガタ L. hermani
中国に生息。プラネットミヤマクワガタと似ているが、本種は大顎の付け根に内歯がある。
シセンミヤマクワガタ L. szetschuanicus
中国四川省・陝西省などに生息する。中型のミヤマクワガタ。
フェアメイルミヤマクワガタ L. fairmairei
中国四川省・チベットなどに生息する。中型のミヤマクワガタ。シセンミヤマクワガタとの関係が深い種。
ドンミヤマクワガタ L. dongi
ベトナム中部に生息。2009年に新種として記載された、大型個体では大顎先端部の内歯がヘラ状になることが特徴的な種。
ルックミヤマクワガタ L. luci
ベトナム中部に生息。2010年に新種として記載された、ツカモトミヤマクワガタに似た種。
ゲアンミヤマクワガタ L. ngheanus
原名亜種 L. n. ngheanus
ベトナム中部ゲアン省に生息。2009年に新種として記載された。やや小型のミヤマクワガタ。
L. n. phuongi
ベトナム中部コントゥム省に生息。2012年に新亜種として記載された。
フッケンミヤマクワガタ L. fujianensis
中国福建省・広東省・陝西省に生息。赤褐色の体色をした種。
クラーツミヤマクワガタ L. kraatzi
原名亜種 L. k. kraatzi
中国雲南省・貴州省・四川省・チベット自治区に生息。ノビリスミヤマに似ているが耳状突起の形状などが異なる。
L. k. giangae
ベトナム北部に生息。
ノビリスミヤマクワガタ L. nobilis
中国雲南省からベトナム北部にかけて生息。クラーツミヤマクワガタに似た種。
プラネットミヤマクワガタ L. planeti
中国からベトナムにかけて生息する。頭楯がV字型に発達する。
アングスティコルニスミヤマクワガタ L. angusticornis
原名亜種 L. a. angusticornis
ベトナム北部やラオスに生息する。細長い大顎をもつ。
L. a. inclinatus
中国雲南省に生息する。原名亜種との決定的な差異は大顎がかなり湾曲することである。
ルニフェルミヤマクワガタ L. lunifer
原名亜種 L. l. lunifer
ネパール
L. l. franciscae
アッサム地方
ラミニフェルミヤマクワガタ L. laminifer
先端の内歯は短く、根元のものを欠く。
原名亜種 L. l. laminifer - 中国からインド
L. l. vitalisi - ベトナム・ラオス
L. l. lucidulus - ミャンマー
タイワンミヤマクワガタ L. formosanus
台湾に生息。ヘルマンミヤマクワガタやプラネットミヤマクワガタに似た体型を持つ。日本のアマミミヤマクワガタに比較的近い種であるとされる。
ヒメミヤマクワガタ L. swinhoei
台湾に生息。
フライミヤマクワガタ L. fryi
原名亜種 L. f. fryi
タイ・ミャンマーに生息。頭楯がM字型に発達し、細かい内歯がない。
L. f. schepanskii
インドアルナーチャル・プラデーシュ州に生息。個体変異の差が大きく、亜種とすることを疑問視する考えもある。
ルディビナミヤマクワガタ L. ludivinae
中国雲南省・四川省・ミャンマー北部に生息。
ツカモトミヤマクワガタ L. tsukamotoi
タイナン県～ラオスに生息する。2002年に新種として記載された、黄色の体色をした中型の種。
チベットミヤマクワガタ L. tibetanus
前種に似るが、こちらは頭楯がY字型になる。
原名亜種 L. t. tibetanus
中国雲南省・四川省
L. t. katsurai
ベトナムサパ州
L. t. isakii
ミャンマーカチン州
ヴェムケンミヤマクワガタ L. wemckeni
インドアルナーチャル・プラデーシュ州に生息する、特異な大顎が特徴的な中型種。得られている数が少ない珍しい種。
エラフスミヤマクワガタ L. elaphus
北アメリカの五大湖のオンタリオ湖周辺に分布し、日本産ミヤマクワガタや、ヨーロッパミヤマクワガタに比べてやや小型。北アメリカのクワガタムシでは最大種である。
カプレオルスミヤマクワガタ L. capreolus
北アメリカのロッキー山脈東部に分布し、大顎が短めで丸いのが特徴である。
プラキドスミヤマクワガタ L. placidus
北アメリカ南東部から北東部にかけて分布する小型種。大顎はあまり発達しない。
マザマミヤマクワガタ L. mazama
アメリカ合衆国南部のアリゾナ州、ニューメキシコ州、ユタ州に分布。付属肢も胴体も短く、ズングリした体型を持つ。
- ヨーロッパミヤマクワガタ
- タイワンミヤマクワガタ
- ヒメミヤマクワガタ
- エラフスミヤマクワガタ
- カプレオルスミヤマクワガタ
- プラキドスミヤマクワガタ
- マザマミヤマクワガタ